# 1957 aux Territoires du Nord-Ouest
Chronologie des Territoires du Nord-Ouest
- 1953
- 1954
- 1955
- 1956
- 1957
- 1958
- 1959
- 1960
- 1961

Cette page concerne des événements d'actualité qui se sont produits durant l'année 1957 dans le territoire canadien des Territoires du Nord-Ouest.

## Politique
- Premier ministre : Robert Gordon Robertson (Commissaire en gouvernement)
- Commissaire :
- Législature :

## Événements
- 7 février : la reine Élisabeth II accorde les Armoiries des Territoires du Nord-Ouest.